# Lista de campeões da Major League Baseball em corridas impulsionadas

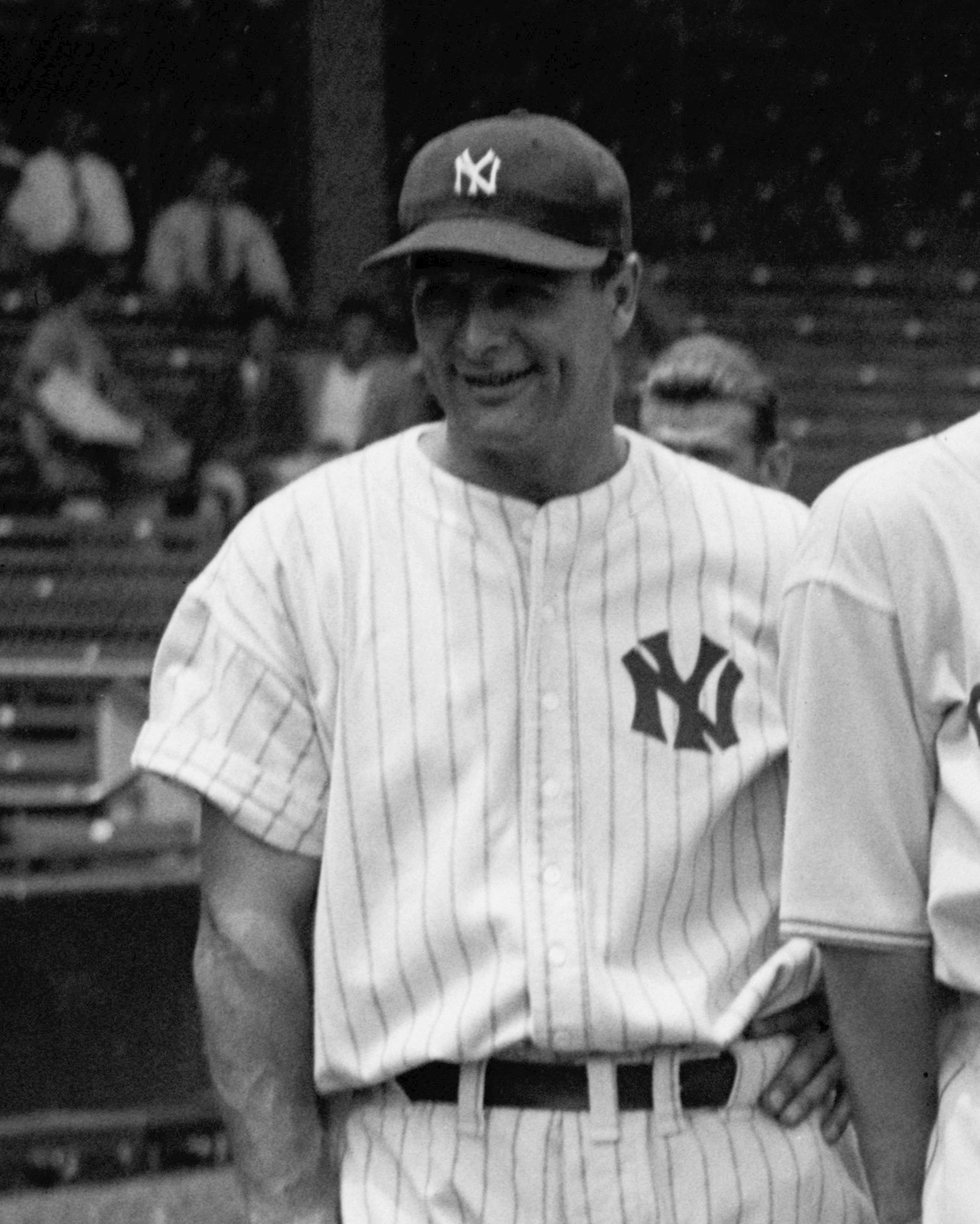
Lou Gehrig deteve brevemente o recorde de RBIs em uma temporada com 175 em 1927 antes que Hack Wilson o superasse com 191 em 1930. No total Gehrig foi responsável por três de nove temporadas em que um jogador rebateu 170 ou mais RBIs.

No beisebol, uma corrida impulsionada ("run batted in" ou "RBI') é creditada ao rebatedor por cada corredor em base que marca uma corrida como resultado de sua ação, incluindo uma rebatida, escolha do defensor, fly de sacrifício, bunt de sacrifício, interferência do  receptor, um walk com bases lotadas ou  sendo atingido por bola com as bases lotadas. Um rebatedor também é creditado com uma corrida impulsionada quando rebate um home run. Na Major League Baseball (MLB), um jogador de cada liga[L] vence a "coroa de RBIs" ou "título de RBIs" em cada temporada, por ter conseguido o maior número de corridas impulsionadas naquele ano.
O primeiro campeão em RBIs na Liga Nacional (LN) foi Deacon White; na temporada inaugural de 1876, White rebateu 60 RBIs pelo Chicago White Stockings. A Liga Americana (LA) foi estabelecida em 1901 e o membro do Hall of Fame, segunda base Nap Lajoie liderou aquela liga com 125 RBIs pelo Philadelphia Athletics. Durante sua carreira de 27 temporadas, Cap Anson liderou a LN por oito vezes. Babe Ruth e Honus Wagner tem o segundo e terceiro maior números de títulos em RBIs, respectivamente: Ruth com seis e Wagner com cinco. Diversos jogadores estão empatados com o maior número de temporadas consecutivas com três: Anson (duas), Ty Cobb, Rogers Hornsby, Ruth, Joe Medwick, George Foster e Cecil Fielder. Notavelmente, Matt Holliday venceu o título da LN em 2007 por uma RBI, ultrapassando Ryan Howard, apenas no jogo de Wild Card em 2007.
Sam Thompson foi o primeiro a estabelecer um recorde em RBIs que permaneceu por mais de três temporadas, rebatendo 166 em 1887. O título de Thompson naquela temporada representou a mais ampla margem na vitória de um campeão em RBIs, vencendo o segundo colocado com uma diferença de 62 RBIs. A marca de 166 RBIs durou por mais de trinta anos até Babe Ruth conseguir 171 em 1921. A marca de Ruth foi quebrada por seu companheiro de time Lou Gehrig seis temporadas mais tarde em 1927 quando Gehrig atingiu 175 RBIs. Finalmente, Hack Wilson estabeleceu o recorde atual de 191 RBIs em 1930 jogando pelo  Chicago Cubs. O líder em todos os tempos em RBIs na carreira é Hank Aaron com 2297, 84 a mais do que Ruth em segundo lugar. Aaron liderou a Liga Nacional em RBIs por quatro vezes, nunca consecutivamente. A temporada de 1930 quando Wilson estabeleceu o antigo recorde viu quatro jogadores conseguirem mais do que 160 corridas impulsionadas: Wilson, Gehrig, Chuck Klein e Al Simmons. Um jogador conseguiu 160 ou mais corridas impulsionadas 21 vezes, com 14 acontecendo durante os anos de 1930 e apenas duas vezes durante os anos de   1940. O mais baixo número de RBIs a liderar uma grande liga foi 49, por Deacon White na segunda temporada da Liga Nacional.

## Campo
| Vencedor(es)      | Jogador(es) com mais corridas impulsionadas (RBIs) na liga     |
| RBI               | O total de RBIs do vencedor                                    |
| Vice-campeão(ões) | Jogador(es) com o segundo maior número de RBIs na liga         |
| 2º RBI            | O total de RBIs do segundo colocado                            |
| Liga              | Denotado apenas para jogadores fora das modernas grandes ligas |
| †                 | Membro do National Baseball Hall of Fame and Museum            |

## Liga Americana

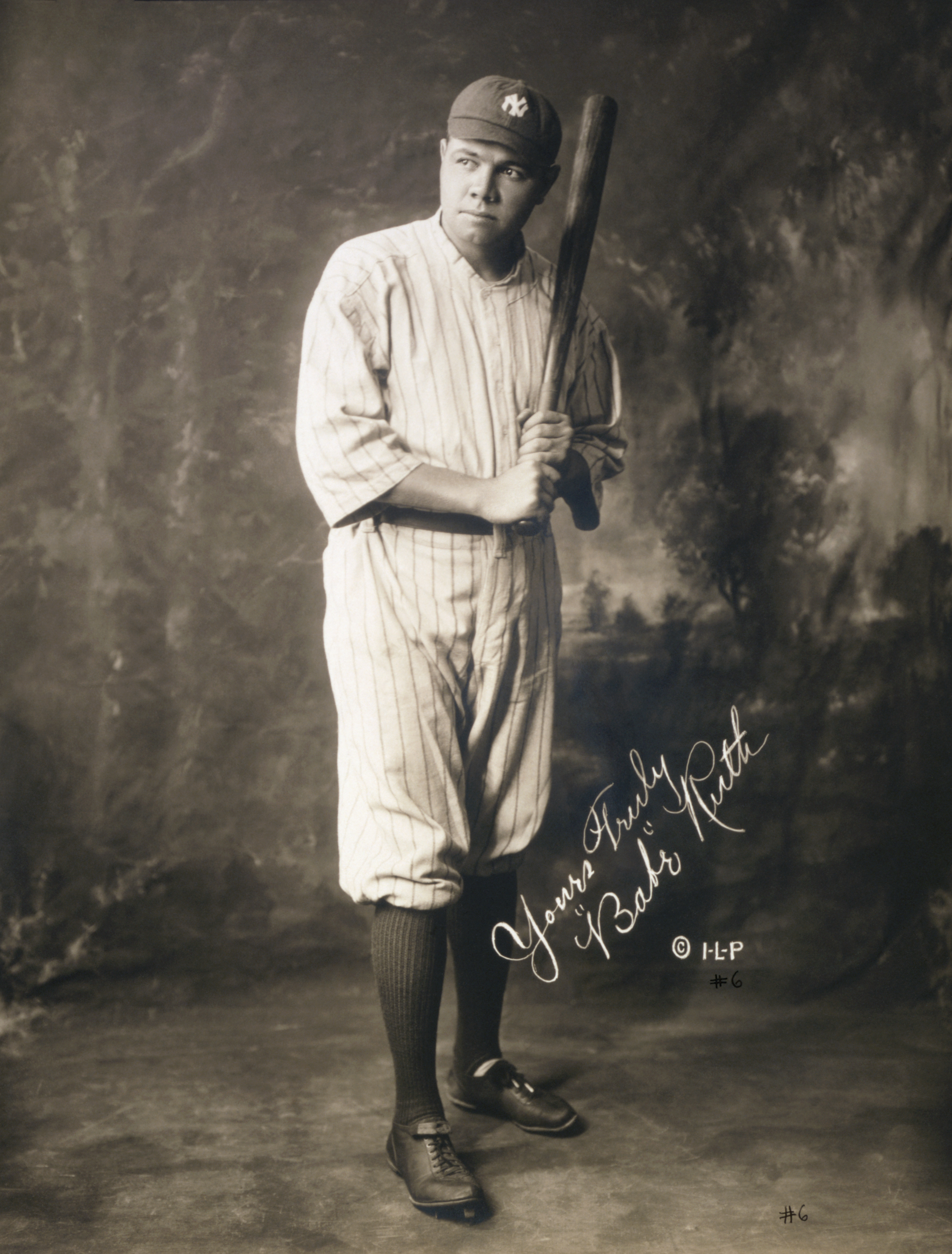
Babe Ruth deteve o recorde em RBIs em temporada única de 1921 até 1927, é o segundo em títulos de RBIs com seis e é o segundo com maior número de RBIs na carreira.

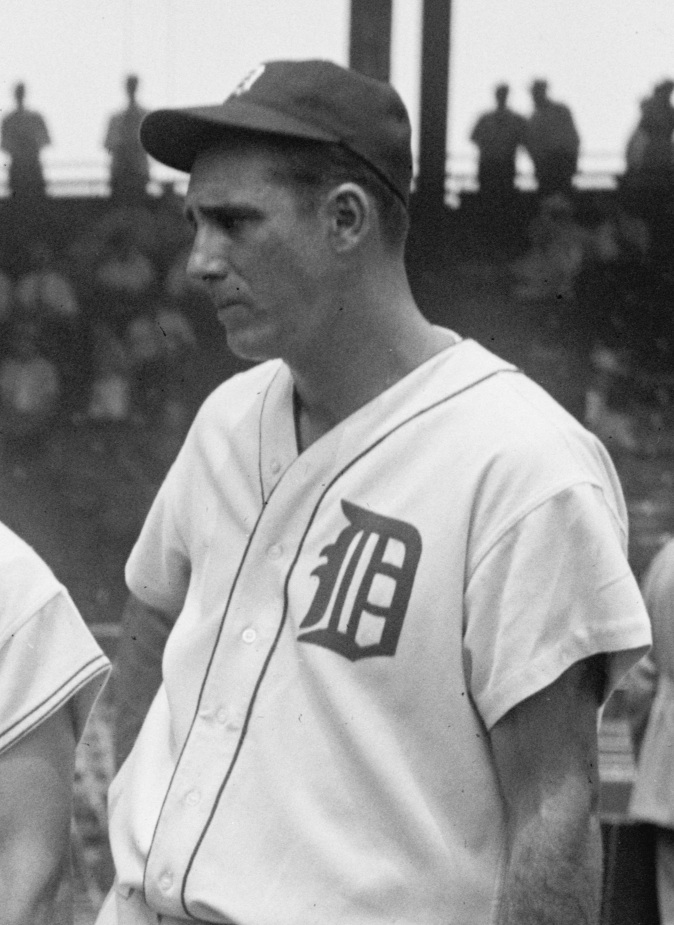
Hank Greenberg, membro do Hall do Fama e líder por 4 vezes.

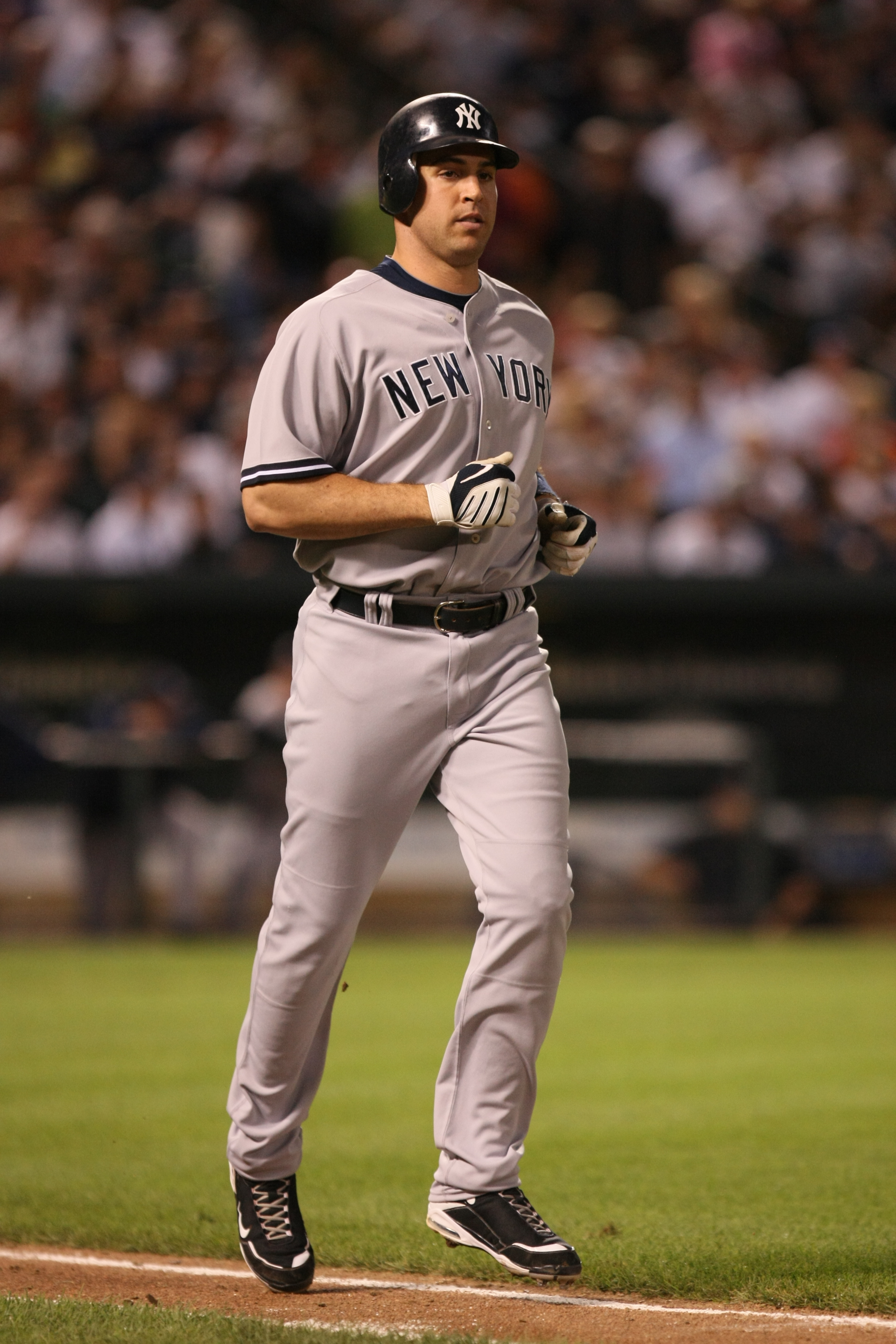
Mark Teixeira foi o líder em RBIs da Liga Americana em 2009.

| Ano  | Vencedor(es)                  | RBI | Time(s)                                  | Vice-campeão(ões)           | 2º RBI | Ref           |
| ---- | ----------------------------- | --- | ---------------------------------------- | --------------------------- | ------ | ------------- |
| 1901 | Nap Lajoie†                   | 125 | Philadelphia Athletics                   | Buck Freeman                | 114    | [ 15 ]        |
| 1902 | Buck Freeman                  | 121 | Boston Americans                         | Charlie Hickman             | 110    | [ 16 ]        |
| 1903 | Buck Freeman                  | 104 | Boston Americans                         | Charlie Hickman             | 97     | [ 17 ]        |
| 1904 | Nap Lajoie†                   | 102 | Cleveland Naps                           | Buck Freeman                | 84     | [ 18 ]        |
| 1905 | Harry Davis                   | 83  | Philadelphia Athletics                   | Lave Cross                  | 77     | [ 19 ]        |
| 1906 | Harry Davis                   | 96  | Philadelphia Athletics                   | Nap Lajoie†                 | 91     | [ 20 ]        |
| 1907 | Ty Cobb†                      | 119 | Detroit Tigers                           | Socks Seybold               | 92     | [ 21 ]        |
| 1908 | Ty Cobb†                      | 108 | Detroit Tigers                           | Sam Crawford†               | 80     | [ 22 ]        |
| 1909 | Ty Cobb†                      | 107 | Detroit Tigers                           | Sam Crawford†               | 97     | [ 23 ]        |
| 1910 | Sam Crawford†                 | 120 | Detroit Tigers                           | Ty Cobb†                    | 91     | [ 24 ]        |
| 1911 | Ty Cobb†                      | 127 | Detroit Tigers                           | Sam Crawford†               | 115    | [ 25 ]        |
| 1912 | Frank Baker†                  | 130 | Philadelphia Athletics                   | Duffy Lewis                 | 109    | [ 26 ]        |
| 1913 | Frank Baker†                  | 117 | Philadelphia Athletics                   | Stuffy McInnis              | 90     | [ 27 ]        |
| 1914 | Sam Crawford†                 | 104 | Detroit Tigers                           | Stuffy McInnis              | 95     | [ 28 ]        |
| 1915 | Bobby Veach Sam Crawford†     | 112 | Detroit Tigers                           | Ty Cobb†                    | 99     | [ 29 ]        |
| 1916 | Del Pratt                     | 103 | St. Louis Browns                         | Wally Pipp                  | 93     | [ 30 ]        |
| 1917 | Bobby Veach                   | 103 | Detroit Tigers                           | Happy Felsch                | 102    | [ 31 ]        |
| 1918 | Bobby Veach                   | 78  | Detroit Tigers                           | George Burns                | 70     | [ 32 ]        |
| 1919 | Babe Ruth†                    | 114 | Boston Red Sox                           | Bobby Veach                 | 101    | [ 33 ]        |
| 1920 | Babe Ruth†                    | 137 | New York Yankees                         | George Sisler†              | 122    | [ 34 ]        |
| 1921 | Babe Ruth†                    | 171 | New York Yankees                         | Harry Heilmann†             | 139    | [ 35 ]        |
| 1922 | Ken Williams                  | 155 | St. Louis Browns                         | Bobby Veach                 | 126    | [ 36 ]        |
| 1923 | Babe Ruth†                    | 131 | New York Yankees                         | Tris Speaker†               | 130    | [ 37 ]        |
| 1924 | Goose Goslin†                 | 129 | Washington Senators                      | Babe Ruth†                  | 121    | [ 38 ]        |
| 1925 | Bob Meusel                    | 138 | New York Yankees                         | Harry Heilmann†             | 134    | [ 39 ]        |
| 1926 | Babe Ruth†                    | 146 | New York Yankees                         | Tony Lazzeri† George Burns  | 114    | [ 40 ]        |
| 1927 | Lou Gehrig†                   | 175 | New York Yankees                         | Babe Ruth†                  | 164    | [ 41 ]        |
| 1928 | Babe Ruth† Lou Gehrig†        | 142 | New York Yankees                         | Bob Meusel                  | 113    | [ 42 ]        |
| 1929 | Al Simmons†                   | 157 | Philadelphia Athletics                   | Babe Ruth†                  | 154    | [ 43 ]        |
| 1930 | Hack Wilson†                  | 191 | Chicago Cubs                             | Lou Gehrig†                 | 173    | [ 44 ]        |
| 1931 | Lou Gehrig†                   | 184 | New York Yankees                         | Babe Ruth†                  | 163    | [ 45 ]        |
| 1932 | Jimmie Foxx†                  | 169 | Philadelphia Athletics                   | Lou Gehrig† Al Simmons†     | 151    | [ 46 ]        |
| 1933 | Jimmie Foxx†                  | 163 | Philadelphia Athletics                   | Lou Gehrig†                 | 139    | [ 47 ]        |
| 1934 | Lou Gehrig†                   | 165 | New York Yankees                         | Hal Trosky                  | 142    | [ 48 ]        |
| 1935 | Hank Greenberg†               | 170 | Detroit Tigers                           | Lou Gehrig†                 | 119    | [ 49 ]        |
| 1936 | Hal Trosky                    | 162 | Cleveland Indians                        | Lou Gehrig†                 | 152    | [ 50 ]        |
| 1937 | Hank Greenberg†               | 183 | Detroit Tigers                           | Joe DiMaggio†               | 167    | [ 51 ]        |
| 1938 | Jimmie Foxx†                  | 175 | Boston Red Sox                           | Hank Greenberg†             | 146    | [ 52 ]        |
| 1939 | Ted Williams†                 | 145 | Boston Red Sox                           | Joe DiMaggio†               | 126    | [ 53 ]        |
| 1940 | Hank Greenberg†               | 150 | Detroit Tigers                           | Rudy York                   | 134    | [ 54 ]        |
| 1941 | Joe DiMaggio†                 | 125 | New York Yankees                         | Jeff Heath                  | 123    | [ 55 ]        |
| 1942 | Ted Williams†                 | 137 | Boston Red Sox                           | Joe DiMaggio†               | 114    | [ 56 ]        |
| 1943 | Rudy York                     | 118 | Detroit Tigers                           | Nick Etten                  | 107    | [ 57 ]        |
| 1944 | Vern Stephens                 | 109 | St. Louis Browns                         | Bob Johnson                 | 106    | [ 58 ]        |
| 1945 | Nick Etten                    | 111 | New York Yankees                         | Roy Cullenbine              | 93     | [ 59 ]        |
| 1946 | Hank Greenberg†               | 127 | Detroit Tigers                           | Ted Williams†               | 123    | [ 60 ]        |
| 1947 | Ted Williams†                 | 114 | Boston Red Sox                           | Tommy Henrich               | 98     | [ 61 ]        |
| 1948 | Joe DiMaggio†                 | 155 | New York Yankees                         | Vern Stephens               | 137    | [ 62 ]        |
| 1949 | Ted Williams† Vern Stephens   | 159 | Boston Red Sox                           | Vic Wertz                   | 133    | [ 63 ]        |
| 1950 | Walt Dropo Vern Stephens      | 144 | Boston Red Sox                           | Yogi Berra†                 | 124    | [ 64 ]        |
| 1951 | Gus Zernial                   | 129 | Chicago White Sox Philadelphia Athletics | Ted Williams†               | 126    | [ 65 ]        |
| 1952 | Al Rosen                      | 105 | Cleveland Indians                        | Larry Doby† Eddie Robinson  | 104    | [ 66 ]        |
| 1953 | Al Rosen                      | 145 | Cleveland Indians                        | Mickey Vernon               | 115    | [ 67 ]        |
| 1954 | Larry Doby†                   | 126 | Cleveland Indians                        | Yogi Berra†                 | 125    | [ 68 ]        |
| 1955 | Ray Boone Jackie Jensen       | 116 | Detroit Tigers Boston Red Sox            | Yogi Berra†                 | 108    | [ 69 ]        |
| 1956 | Mickey Mantle†                | 130 | New York Yankees                         | Al Kaline†                  | 128    | [ 70 ]        |
| 1957 | Roy Sievers                   | 114 | Washington Senators                      | Vic Wertz                   | 105    | [ 71 ]        |
| 1958 | Jackie Jensen                 | 122 | Boston Red Sox                           | Rocky Colavito              | 113    | [ 72 ]        |
| 1959 | Jackie Jensen                 | 112 | Boston Red Sox                           | Rocky Colavito              | 111    | [ 73 ]        |
| 1960 | Roger Maris                   | 112 | New York Yankees                         | Minnie Miñoso               | 105    | [ 74 ]        |
| 1961 | Jim Gentile Roger Maris       | 141 | Baltimore Orioles New York Yankees       | Rocky Colavito              | 140    | [ 75 ] [ 76 ] |
| 1962 | Harmon Killebrew†             | 126 | Minnesota Twins                          | Norm Siebern                | 117    | [ 77 ]        |
| 1963 | Dick Stuart                   | 118 | Boston Red Sox                           | Al Kaline†                  | 101    | [ 78 ]        |
| 1964 | Brooks Robinson†              | 118 | Baltimore Orioles                        | Dick Stuart                 | 114    | [ 79 ]        |
| 1965 | Rocky Colavito                | 108 | Cleveland Indians                        | Willie Horton               | 104    | [ 80 ]        |
| 1966 | Frank Robinson†               | 122 | Baltimore Orioles                        | Harmon Killebrew†           | 110    | [ 81 ]        |
| 1967 | Carl Yastrzemski†             | 121 | Boston Red Sox                           | Harmon Killebrew†           | 113    | [ 82 ]        |
| 1968 | Ken Harrelson                 | 109 | Boston Red Sox                           | Frank Howard                | 106    | [ 83 ]        |
| 1969 | Harmon Killebrew†             | 140 | Minnesota Twins                          | Boog Powell                 | 121    | [ 84 ]        |
| 1970 | Frank Howard                  | 126 | Washington Senators                      | Tony Conigliaro             | 116    | [ 85 ]        |
| 1971 | Harmon Killebrew†             | 119 | Minnesota Twins                          | Frank Robinson†             | 99     | [ 86 ]        |
| 1972 | Dick Allen                    | 113 | Chicago White Sox                        | John Mayberry               | 100    | [ 87 ]        |
| 1973 | Reggie Jackson†               | 117 | Oakland Athletics                        | George Scott                | 107    | [ 88 ]        |
| 1974 | Jeff Burroughs                | 118 | Texas Rangers                            | Sal Bando                   | 103    | [ 89 ]        |
| 1975 | George Scott                  | 109 | Milwaukee Brewers                        | John Mayberry               | 106    | [ 90 ]        |
| 1976 | Lee May                       | 109 | Baltimore Orioles                        | Thurman Munson              | 105    | [ 91 ]        |
| 1977 | Larry Hisle                   | 119 | Minnesota Twins                          | Bobby Bonds                 | 115    | [ 92 ]        |
| 1978 | Jim Rice†                     | 139 | Boston Red Sox                           | Rusty Staub                 | 121    | [ 93 ]        |
| 1979 | Don Baylor                    | 139 | California Angels                        | Jim Rice†                   | 130    | [ 94 ]        |
| 1980 | Cecil Cooper                  | 122 | Milwaukee Brewers                        | George Brett† Ben Oglivie   | 118    | [ 95 ]        |
| 1981 | Eddie Murray†                 | 78  | Baltimore Orioles                        | Tony Armas                  | 76     | [ 96 ]        |
| 1982 | Hal McRae                     | 133 | Kansas City Royals                       | Cecil Cooper                | 121    | [ 97 ]        |
| 1983 | Jim Rice† Cecil Cooper        | 126 | Boston Red Sox Milwaukee Brewers         | Dave Winfield†              | 116    | [ 98 ]        |
| 1984 | Tony Armas                    | 123 | Boston Red Sox                           | Jim Rice†                   | 122    | [ 99 ]        |
| 1985 | Don Mattingly                 | 145 | New York Yankees                         | Eddie Murray†               | 124    | [ 100 ]       |
| 1986 | Joe Carter                    | 121 | Cleveland Indians                        | José Canseco                | 117    | [ 101 ]       |
| 1987 | George Bell                   | 134 | Toronto Blue Jays                        | Dwight Evans                | 123    | [ 102 ]       |
| 1988 | José Canseco                  | 124 | Oakland Athletics                        | Kirby Puckett†              | 121    | [ 103 ]       |
| 1989 | Rubén Sierra                  | 119 | Texas Rangers                            | Don Mattingly               | 113    | [ 104 ]       |
| 1990 | Cecil Fielder                 | 132 | Detroit Tigers                           | Kelly Gruber                | 118    | [ 105 ]       |
| 1991 | Cecil Fielder                 | 133 | Detroit Tigers                           | José Canseco                | 122    | [ 106 ]       |
| 1992 | Cecil Fielder                 | 124 | Detroit Tigers                           | Joe Carter                  | 119    | [ 107 ]       |
| 1993 | Albert Belle                  | 129 | Cleveland Indians                        | Frank Thomas†               | 128    | [ 108 ]       |
| 1994 | Kirby Puckett†                | 112 | Minnesota Twins                          | Joe Carter                  | 103    | [ 109 ]       |
| 1995 | Albert Belle Mo Vaughn        | 126 | Cleveland Indians Boston Red Sox         | Jay Buhner                  | 121    | [ 110 ]       |
| 1996 | Albert Belle                  | 148 | Cleveland Indians                        | Juan González               | 144    | [ 111 ]       |
| 1997 | Ken Griffey Jr.               | 147 | Seattle Mariners                         | Tino Martinez               | 141    | [ 112 ]       |
| 1998 | Juan González                 | 157 | Texas Rangers                            | Albert Belle                | 152    | [ 113 ]       |
| 1999 | Manny Ramirez                 | 165 | Cleveland Indians                        | Rafael Palmeiro             | 148    | [ 114 ]       |
| 2000 | Edgar Martínez                | 145 | Seattle Mariners                         | Mike Sweeney                | 144    | [ 115 ]       |
| 2001 | Bret Boone                    | 141 | Seattle Mariners                         | Juan González               | 140    | [ 116 ]       |
| 2002 | Alex Rodriguez                | 142 | Texas Rangers                            | Magglio Ordóñez             | 135    | [ 117 ]       |
| 2003 | Carlos Delgado                | 145 | Toronto Blue Jays                        | Alex Rodriguez              | 118    | [ 118 ]       |
| 2004 | Miguel Tejada                 | 150 | Baltimore Orioles                        | David Ortiz                 | 139    | [ 119 ]       |
| 2005 | David Ortiz                   | 148 | Boston Red Sox                           | Manny Ramirez Mark Teixeira | 144    | [ 120 ]       |
| 2006 | David Ortiz                   | 137 | Boston Red Sox                           | Justin Morneau              | 130    | [ 121 ]       |
| 2007 | Alex Rodriguez                | 156 | New York Yankees                         | Magglio Ordóñez             | 139    | [ 122 ]       |
| 2008 | Josh Hamilton                 | 130 | Texas Rangers                            | Justin Morneau              | 129    | [ 123 ]       |
| 2009 | Mark Teixeira                 | 122 | New York Yankees                         | Jason Bay                   | 119    | [ 124 ]       |
| 2010 | Miguel Cabrera                | 126 | Detroit Tigers                           | Alex Rodriguez              | 125    | [ 125 ]       |
| 2011 | Curtis Granderson             | 119 | New York Yankees                         | Robinson Canó               | 118    | [ 126 ]       |
| 2012 | Miguel Cabrera                | 139 | Detroit Tigers                           | Josh Hamilton               | 128    | [ 127 ]       |
| 2013 | Chris Davis                   | 138 | Baltimore Orioles                        | Miguel Cabrera              | 137    | [ 128 ]       |
| 2014 | Mike Trout                    | 111 | Los Angeles Angels of Anaheim            | Miguel Cabrera              | 109    | [ 129 ]       |
| 2015 | Josh Donaldson                | 123 | Toronto Blue Jays                        | Chris Davis                 | 117    | [ 130 ]       |
| 2016 | Edwin Encarnación David Ortiz | 127 | Toronto Blue Jays Boston Red Sox         | Albert Pujols               | 119    | [ 131 ]       |
| 2017 | Nelson Cruz                   | 119 | Seattle Mariners                         | Aaron Judge                 | 114    | [ 132 ]       |
| 2018 | J. D. Martinez                | 130 | Boston Red Sox                           | Khris Davis                 | 123    | [ 133 ]       |
| 2019 | José Abreu                    | 123 | Chicago White Sox                        | Xander Bogaerts Jorge Soler | 117    | [ 134 ]       |
| 2020 | José Abreu                    | 60  | Chicago White Sox                        | Luke Voit                   | 52     | [ 135 ]       |
| 2021 | Salvador Pérez                | 121 | Kansas City Royals                       | José Abreu                  | 117    | [ 136 ]       |
| 2022 | Aaron Judge                   | 131 | New York Yankees                         | José Ramírez                | 126    | [ 137 ]       |
| 2023 | Kyle Tucker                   | 112 | Houston Astros                           | Adolis García               | 107    | [ 138 ]       |

## Liga Nacional

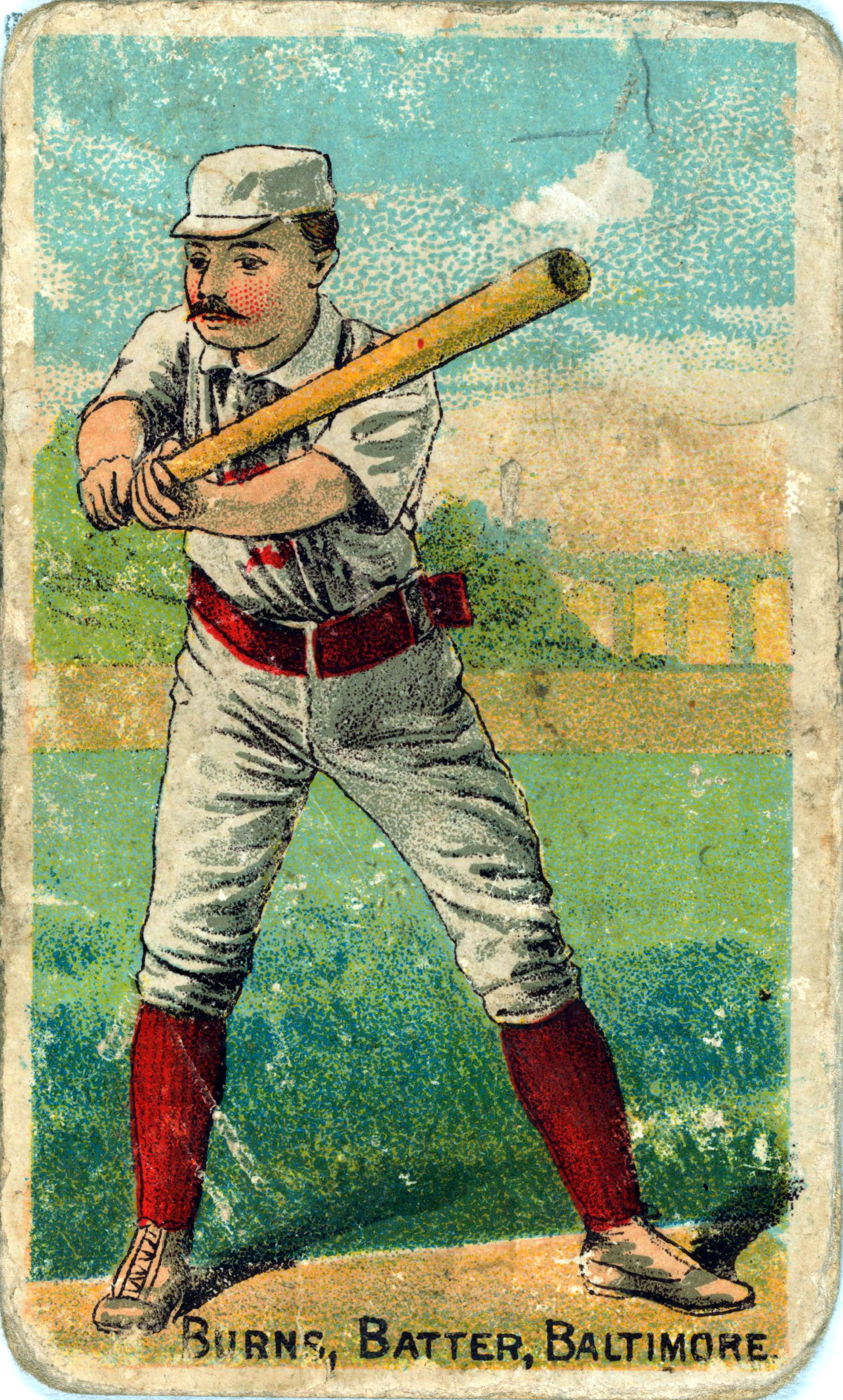
Oyster Burns é o único campeão da Liga Nacional em RBIs de 1880 até 1902 não eleito para Hall da Fama.

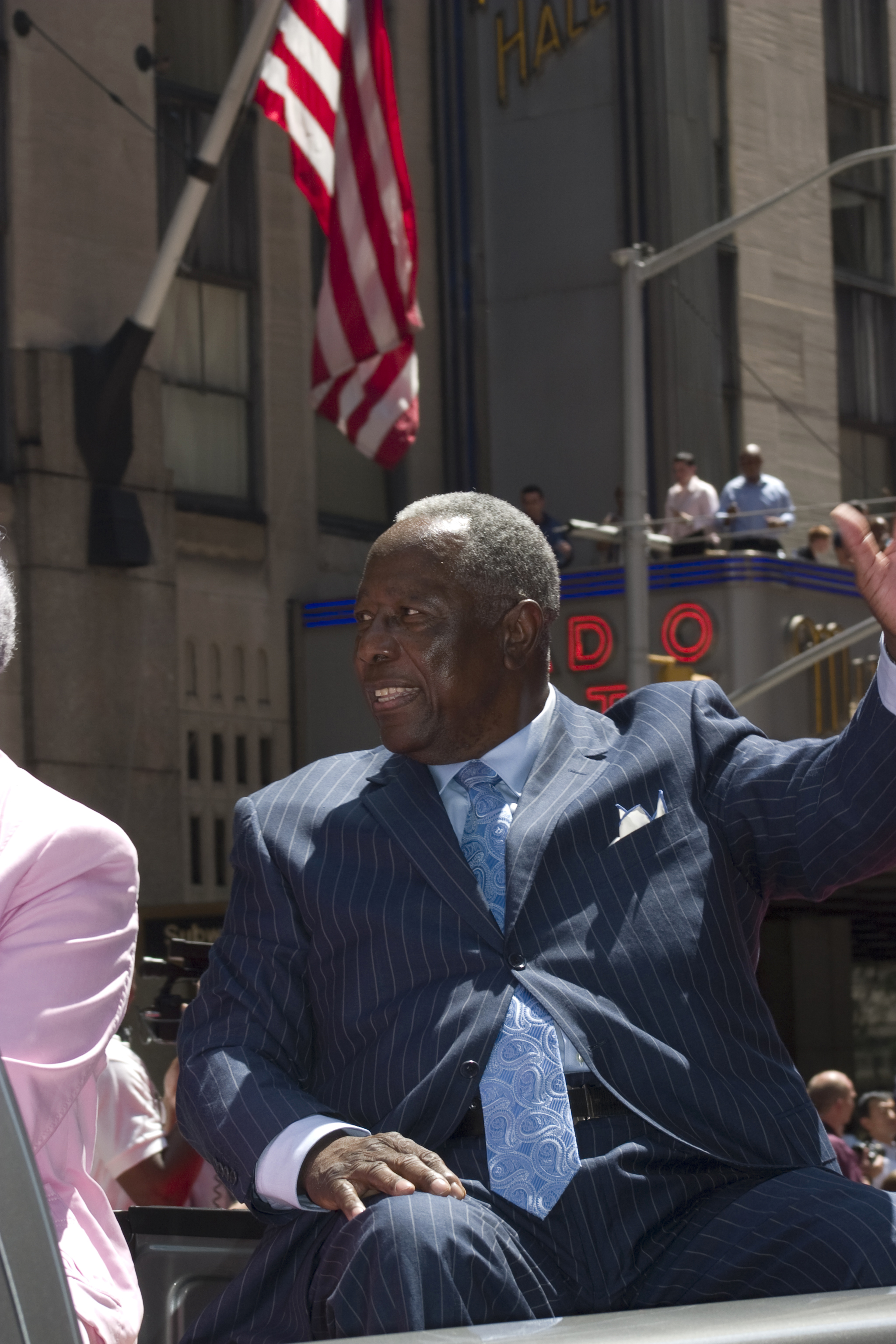
Hank Aaron detém o recorde de RBIs na carreira e liderou a Liga Nacional em quatro temporadas não consecutivas.

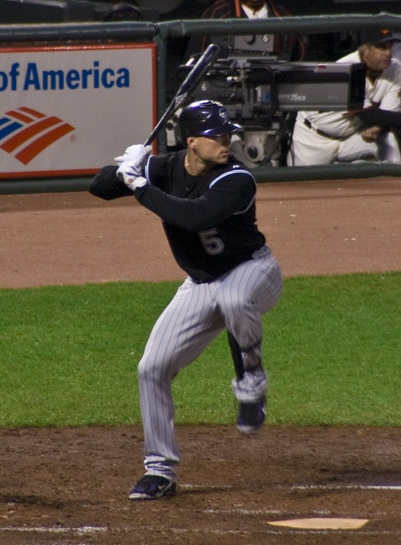
Matt Holliday venceu o título em 2007, quebrando uma potencial sequência de quatro lideranças consecutivas de Ryan Howard.

| Ano  | Vencedor(es)                  | RBI | Time(s)                                 | Vice-campeão(ões)                 | 2º RBI | Ref     |
| ---- | ----------------------------- | --- | --------------------------------------- | --------------------------------- | ------ | ------- |
| 1876 | Deacon White†                 | 60  | Chicago White Stockings                 | Paul Hines Cap Anson† Ross Barnes | 59     | [ 139 ] |
| 1877 | Deacon White†                 | 49  | Boston Red Caps                         | John Peters                       | 41     | [ 140 ] |
| 1878 | Paul Hines                    | 50  | Providence Grays                        | Lew Brown                         | 43     | [ 141 ] |
| 1879 | John O'Rourke Charley Jones   | 62  | Boston Red Caps                         | Buttercup Dickerson               | 57     | [ 142 ] |
| 1880 | Cap Anson†                    | 74  | Chicago White Stockings                 | King Kelly†                       | 60     | [ 143 ] |
| 1881 | Cap Anson†                    | 82  | Chicago White Stockings                 | Charlie Bennett                   | 64     | [ 144 ] |
| 1882 | Cap Anson†                    | 83  | Chicago White Stockings                 | Dan Brouthers†                    | 63     | [ 145 ] |
| 1883 | Dan Brouthers†                | 97  | Buffalo Bisons                          | Jack Burdock                      | 88     | [ 146 ] |
| 1884 | Cap Anson†                    | 102 | Chicago White Stockings                 | Fred Pfeffer                      | 101    | [ 147 ] |
| 1885 | Cap Anson†                    | 108 | Chicago White Stockings                 | King Kelly†                       | 75     | [ 148 ] |
| 1886 | Cap Anson†                    | 147 | Chicago White Stockings                 | Fred Pfeffer                      | 95     | [ 149 ] |
| 1887 | Sam Thompson†                 | 166 | Detroit Wolverines                      | Roger Connor†                     | 104    | [ 150 ] |
| 1888 | Cap Anson†                    | 84  | Chicago White Stockings                 | Billy Nash                        | 75     | [ 151 ] |
| 1889 | Roger Connor†                 | 130 | New York Giants                         | Dan Brouthers†                    | 118    | [ 152 ] |
| 1890 | Oyster Burns                  | 128 | Brooklyn Bridegrooms                    | Cap Anson†                        | 107    | [ 153 ] |
| 1891 | Cap Anson†                    | 120 | Chicago Colts                           | Harry Stovey                      | 95     | [ 154 ] |
| 1892 | Dan Brouthers†                | 124 | Brooklyn Grooms                         | Sam Thompson†                     | 104    | [ 155 ] |
| 1893 | Ed Delahanty†                 | 146 | Philadelphia Phillies                   | Ed McKean                         | 133    | [ 156 ] |
| 1894 | Sam Thompson†                 | 147 | Philadelphia Phillies                   | Hugh Duffy†                       | 145    | [ 157 ] |
| 1895 | Sam Thompson†                 | 165 | Philadelphia Phillies                   | Joe Kelley†                       | 134    | [ 158 ] |
| 1896 | Ed Delahanty†                 | 126 | Philadelphia Phillies                   | Hughie Jennings†                  | 121    | [ 159 ] |
| 1897 | George Davis†                 | 135 | New York Giants                         | Jimmy Collins†                    | 132    | [ 160 ] |
| 1898 | Nap Lajoie†                   | 127 | Philadelphia Phillies                   | Jimmy Collins†                    | 111    | [ 161 ] |
| 1899 | Ed Delahanty†                 | 137 | Philadelphia Phillies                   | Buck Freeman                      | 122    | [ 162 ] |
| 1900 | Elmer Flick†                  | 110 | Philadelphia Phillies                   | Ed Delahanty†                     | 109    | [ 163 ] |
| 1901 | Honus Wagner†                 | 126 | Pittsburgh Pirates                      | Ed Delahanty†                     | 108    | [ 164 ] |
| 1902 | Honus Wagner†                 | 91  | Pittsburgh Pirates                      | Tommy Leach                       | 85     | [ 165 ] |
| 1903 | Sam Mertes                    | 104 | New York Giants                         | Honus Wagner†                     | 101    | [ 166 ] |
| 1904 | Bill Dahlen                   | 80  | New York Giants                         | Sam Mertes Harry Lumley           | 78     | [ 167 ] |
| 1905 | Cy Seymour                    | 121 | Cincinnati Reds                         | Sam Mertes                        | 108    | [ 168 ] |
| 1906 | Harry Steinfeldt Jim Nealon   | 83  | Chicago Cubs Pittsburgh Pirates         | Cy Seymour                        | 80     | [ 169 ] |
| 1907 | Sherry Magee                  | 85  | Philadelphia Phillies                   | Ed Abbaticchio Honus Wagner†      | 82     | [ 170 ] |
| 1908 | Honus Wagner†                 | 109 | Pittsburgh Pirates                      | Mike Donlin                       | 106    | [ 171 ] |
| 1909 | Honus Wagner†                 | 100 | Pittsburgh Pirates                      | Red Murray                        | 91     | [ 172 ] |
| 1910 | Sherry Magee                  | 123 | Philadelphia Phillies                   | Mike Mitchell                     | 88     | [ 173 ] |
| 1911 | Chief Wilson Frank Schulte    | 107 | Pittsburgh Pirates Chicago Cubs         | Fred Luderus                      | 99     | [ 174 ] |
| 1912 | Honus Wagner†                 | 102 | Pittsburgh Pirates                      | Bill Sweeney                      | 100    | [ 175 ] |
| 1913 | Gavvy Cravath                 | 128 | Philadelphia Phillies                   | Heinie Zimmerman                  | 95     | [ 176 ] |
| 1914 | Sherry Magee                  | 103 | Philadelphia Phillies                   | Gavvy Cravath                     | 100    | [ 177 ] |
| 1915 | Gavvy Cravath                 | 115 | Philadelphia Phillies                   | Sherry Magee                      | 87     | [ 178 ] |
| 1916 | Heinie Zimmerman              | 83  | Chicago Cubs New York Giants            | Hal Chase                         | 82     | [ 179 ] |
| 1917 | Heinie Zimmerman              | 102 | New York Giants                         | Hal Chase                         | 86     | [ 180 ] |
| 1918 | Sherry Magee                  | 76  | Cincinnati Reds                         | George Cutshaw                    | 68     | [ 181 ] |
| 1919 | Hy Myers                      | 73  | Brooklyn Robins                         | Edd Roush† Rogers Hornsby†        | 71     | [ 182 ] |
| 1920 | Rogers Hornsby† George Kelly† | 94  | St. Louis Cardinals New York Giants     | Edd Roush†                        | 90     | [ 183 ] |
| 1921 | Rogers Hornsby†               | 126 | St. Louis Cardinals                     | George Kelly†                     | 122    | [ 184 ] |
| 1922 | Rogers Hornsby†               | 152 | St. Louis Cardinals                     | Irish Meusel                      | 132    | [ 185 ] |
| 1923 | Irish Meusel                  | 125 | New York Giants                         | Cy Williams                       | 114    | [ 186 ] |
| 1924 | George Kelly†                 | 136 | New York Giants                         | Jack Fournier                     | 116    | [ 187 ] |
| 1925 | Rogers Hornsby†               | 143 | St. Louis Cardinals                     | Jack Fournier                     | 130    | [ 188 ] |
| 1926 | Jim Bottomley†                | 120 | St. Louis Cardinals                     | Hack Wilson†                      | 109    | [ 189 ] |
| 1927 | Paul Waner†                   | 131 | Pittsburgh Pirates                      | Hack Wilson†                      | 129    | [ 190 ] |
| 1928 | Jim Bottomley†                | 136 | St. Louis Cardinals                     | Pie Traynor†                      | 124    | [ 191 ] |
| 1929 | Hack Wilson†                  | 159 | Chicago Cubs                            | Mel Ott†                          | 151    | [ 192 ] |
| 1930 | Hack Wilson†                  | 191 | Chicago Cubs                            | Chuck Klein†                      | 170    | [ 193 ] |
| 1931 | Chuck Klein†                  | 121 | Philadelphia Phillies                   | Mel Ott†                          | 115    | [ 194 ] |
| 1932 | Don Hurst                     | 143 | Philadelphia Phillies                   | Chuck Klein†                      | 137    | [ 195 ] |
| 1933 | Chuck Klein†                  | 120 | Philadelphia Phillies                   | Wally Berger                      | 106    | [ 196 ] |
| 1934 | Mel Ott†                      | 135 | New York Giants                         | Ripper Collins                    | 128    | [ 197 ] |
| 1935 | Wally Berger                  | 130 | Boston Braves                           | Joe Medwick†                      | 126    | [ 198 ] |
| 1936 | Joe Medwick†                  | 138 | St. Louis Cardinals                     | Mel Ott†                          | 135    | [ 199 ] |
| 1937 | Joe Medwick†                  | 154 | St. Louis Cardinals                     | Frank Demaree                     | 115    | [ 200 ] |
| 1938 | Joe Medwick†                  | 122 | St. Louis Cardinals                     | Mel Ott†                          | 116    | [ 201 ] |
| 1939 | Frank McCormick               | 128 | Cincinnati Reds                         | Joe Medwick†                      | 117    | [ 202 ] |
| 1940 | Johnny Mize†                  | 137 | St. Louis Cardinals                     | Frank McCormick                   | 127    | [ 203 ] |
| 1941 | Dolph Camilli                 | 120 | Brooklyn Dodgers                        | Babe Young                        | 104    | [ 204 ] |
| 1942 | Johnny Mize†                  | 110 | St. Louis Cardinals                     | Dolph Camilli                     | 109    | [ 205 ] |
| 1943 | Bill Nicholson                | 128 | Chicago Cubs                            | Bob Elliott                       | 101    | [ 206 ] |
| 1944 | Bill Nicholson                | 122 | Chicago Cubs                            | Bob Elliott                       | 108    | [ 207 ] |
| 1945 | Dixie Walker                  | 124 | Brooklyn Dodgers                        | Tommy Holmes                      | 117    | [ 208 ] |
| 1946 | Enos Slaughter†               | 130 | St. Louis Cardinals                     | Dixie Walker                      | 116    | [ 209 ] |
| 1947 | Johnny Mize†                  | 138 | New York Giants                         | Ralph Kiner†                      | 127    | [ 210 ] |
| 1948 | Stan Musial†                  | 131 | St. Louis Cardinals                     | Johnny Mize†                      | 125    | [ 211 ] |
| 1949 | Ralph Kiner†                  | 127 | Pittsburgh Pirates                      | Jackie Robinson†                  | 124    | [ 212 ] |
| 1950 | Del Ennis                     | 126 | Philadelphia Phillies                   | Ralph Kiner†                      | 118    | [ 213 ] |
| 1951 | Monte Irvin†                  | 121 | New York Giants                         | Ralph Kiner† Sid Gordon           | 109    | [ 214 ] |
| 1952 | Hank Sauer                    | 121 | Chicago Cubs                            | Bobby Thomson                     | 108    | [ 215 ] |
| 1953 | Roy Campanella†               | 142 | Brooklyn Dodgers                        | Eddie Mathews†                    | 135    | [ 216 ] |
| 1954 | Ted Kluszewski                | 141 | Cincinnati Reds                         | Duke Snider†                      | 130    | [ 217 ] |
| 1955 | Duke Snider†                  | 136 | Brooklyn Dodgers                        | Willie Mays†                      | 127    | [ 218 ] |
| 1956 | Stan Musial†                  | 109 | St. Louis Cardinals                     | Joe Adcock                        | 103    | [ 219 ] |
| 1957 | Hank Aaron†                   | 132 | Milwaukee Braves                        | Del Ennis                         | 105    | [ 220 ] |
| 1958 | Ernie Banks†                  | 129 | Chicago Cubs                            | Frank Thomas                      | 109    | [ 221 ] |
| 1959 | Ernie Banks†                  | 143 | Chicago Cubs                            | Frank Robinson†                   | 125    | [ 222 ] |
| 1960 | Hank Aaron†                   | 126 | Milwaukee Braves                        | Eddie Mathews†                    | 124    | [ 223 ] |
| 1961 | Orlando Cepeda†               | 142 | San Francisco Giants                    | Frank Robinson†                   | 124    | [ 224 ] |
| 1962 | Tommy Davis                   | 153 | Los Angeles Dodgers                     | Willie Mays†                      | 141    | [ 225 ] |
| 1963 | Hank Aaron†                   | 130 | Milwaukee Braves                        | Ken Boyer                         | 111    | [ 226 ] |
| 1964 | Ken Boyer                     | 119 | St. Louis Cardinals                     | Ron Santo†                        | 114    | [ 227 ] |
| 1965 | Deron Johnson                 | 130 | Cincinnati Reds                         | Frank Robinson†                   | 113    | [ 228 ] |
| 1966 | Hank Aaron†                   | 127 | Atlanta Braves                          | Roberto Clemente†                 | 119    | [ 229 ] |
| 1967 | Orlando Cepeda†               | 111 | St. Louis Cardinals                     | Roberto Clemente†                 | 110    | [ 230 ] |
| 1968 | Willie McCovey†               | 105 | San Francisco Giants                    | Ron Santo† Billy Williams†        | 98     | [ 231 ] |
| 1969 | Willie McCovey†               | 126 | San Francisco Giants                    | Ron Santo†                        | 123    | [ 232 ] |
| 1970 | Johnny Bench†                 | 148 | Cincinnati Reds                         | Tony Perez† Billy Williams†       | 129    | [ 233 ] |
| 1971 | Joe Torre†                    | 137 | St. Louis Cardinals                     | Willie Stargell†                  | 125    | [ 234 ] |
| 1972 | Johnny Bench†                 | 125 | Cincinnati Reds                         | Billy Williams†                   | 122    | [ 235 ] |
| 1973 | Willie Stargell†              | 119 | Pittsburgh Pirates                      | Lee May                           | 105    | [ 236 ] |
| 1974 | Johnny Bench†                 | 129 | Cincinnati Reds                         | Mike Schmidt†                     | 116    | [ 237 ] |
| 1975 | Greg Luzinski                 | 120 | Philadelphia Phillies                   | Johnny Bench†                     | 110    | [ 238 ] |
| 1976 | George Foster                 | 121 | Cincinnati Reds                         | Joe Morgan†                       | 111    | [ 239 ] |
| 1977 | George Foster                 | 149 | Cincinnati Reds                         | Greg Luzinski                     | 130    | [ 240 ] |
| 1978 | George Foster                 | 120 | Cincinnati Reds                         | Dave Parker                       | 117    | [ 241 ] |
| 1979 | Dave Winfield†                | 118 | San Diego Padres                        | Dave Kingman                      | 115    | [ 242 ] |
| 1980 | Mike Schmidt†                 | 121 | Philadelphia Phillies                   | George Hendrick                   | 109    | [ 243 ] |
| 1981 | Mike Schmidt†                 | 91  | Philadelphia Phillies                   | George Foster                     | 90     | [ 244 ] |
| 1982 | Dale Murphy Al Oliver         | 109 | Atlanta Braves Montreal Expos           | Bill Buckner                      | 105    | [ 245 ] |
| 1983 | Dale Murphy                   | 121 | Atlanta Braves                          | Andre Dawson†                     | 113    | [ 246 ] |
| 1984 | Mike Schmidt† Gary Carter†    | 106 | Philadelphia Phillies Montreal Expos    | Dale Murphy                       | 100    | [ 247 ] |
| 1985 | Dave Parker                   | 125 | Cincinnati Reds                         | Dale Murphy                       | 111    | [ 248 ] |
| 1986 | Mike Schmidt†                 | 119 | Philadelphia Phillies                   | Dave Parker                       | 116    | [ 249 ] |
| 1987 | Andre Dawson†                 | 137 | Chicago Cubs                            | Tim Wallach                       | 123    | [ 250 ] |
| 1988 | Will Clark                    | 109 | San Francisco Giants                    | Darryl Strawberry                 | 101    | [ 251 ] |
| 1989 | Kevin Mitchell                | 125 | San Francisco Giants                    | Pedro Guerrero                    | 117    | [ 252 ] |
| 1990 | Matt Williams                 | 122 | San Francisco Giants                    | Bobby Bonilla                     | 120    | [ 253 ] |
| 1991 | Howard Johnson                | 117 | New York Mets                           | Will Clark                        | 116    | [ 254 ] |
| 1992 | Darren Daulton                | 109 | Philadelphia Phillies                   | Terry Pendleton                   | 105    | [ 255 ] |
| 1993 | Barry Bonds                   | 123 | San Francisco Giants                    | David Justice                     | 120    | [ 256 ] |
| 1994 | Jeff Bagwell                  | 116 | Houston Astros                          | Matt Williams                     | 96     | [ 257 ] |
| 1995 | Dante Bichette                | 128 | Colorado Rockies                        | Sammy Sosa                        | 119    | [ 258 ] |
| 1996 | Andrés Galarraga              | 150 | Colorado Rockies                        | Dante Bichette                    | 141    | [ 259 ] |
| 1997 | Andrés Galarraga              | 140 | Colorado Rockies                        | Jeff Bagwell                      | 135    | [ 260 ] |
| 1998 | Sammy Sosa                    | 158 | Chicago Cubs                            | Mark McGwire                      | 147    | [ 261 ] |
| 1999 | Mark McGwire                  | 147 | St. Louis Cardinals                     | Matt Williams                     | 142    | [ 262 ] |
| 2000 | Todd Helton                   | 147 | Colorado Rockies                        | Sammy Sosa                        | 138    | [ 263 ] |
| 2001 | Sammy Sosa                    | 160 | Chicago Cubs                            | Todd Helton                       | 146    | [ 264 ] |
| 2002 | Lance Berkman                 | 128 | Houston Astros                          | Albert Pujols                     | 127    | [ 265 ] |
| 2003 | Preston Wilson                | 141 | Colorado Rockies                        | Gary Sheffield                    | 132    | [ 266 ] |
| 2004 | Vinny Castilla                | 131 | Colorado Rockies                        | Scott Rolen                       | 124    | [ 267 ] |
| 2005 | Andruw Jones                  | 128 | Atlanta Braves                          | Albert Pujols                     | 117    | [ 268 ] |
| 2006 | Ryan Howard                   | 149 | Philadelphia Phillies                   | Albert Pujols                     | 137    | [ 269 ] |
| 2007 | Matt Holliday                 | 137 | Colorado Rockies                        | Ryan Howard                       | 136    | [ 270 ] |
| 2008 | Ryan Howard                   | 146 | Philadelphia Phillies                   | David Wright                      | 124    | [ 271 ] |
| 2009 | Prince Fielder Ryan Howard    | 141 | Milwaukee Brewers Philadelphia Phillies | Albert Pujols                     | 135    | [ 272 ] |
| 2010 | Albert Pujols                 | 118 | St. Louis Cardinals                     | Carlos Gonzalez                   | 117    | [ 273 ] |
| 2011 | Matt Kemp                     | 126 | Los Angeles Dodgers                     | Prince Fielder                    | 120    | [ 274 ] |
| 2012 | Chase Headley                 | 115 | San Diego Padres                        | Ryan Braun                        | 112    | [ 275 ] |
| 2013 | Paul Goldschmidt              | 125 | Arizona Diamondbacks                    | Freddie Freeman Jay Bruce         | 109    | [ 276 ] |
| 2014 | Adrian Gonzalez               | 116 | Los Angeles Dodgers                     | Giancarlo Stanton                 | 105    | [ 277 ] |
| 2015 | Nolan Arenado                 | 130 | Colorado Rockies                        | Paul Goldschmidt                  | 110    | [ 278 ] |
| 2016 | Nolan Arenado                 | 133 | Colorado Rockies                        | Anthony Rizzo                     | 109    | [ 279 ] |
| 2017 | Giancarlo Stanton             | 132 | Miami Marlins                           | Nolan Arenado                     | 130    | [ 280 ] |
| 2018 | Javier Báez                   | 111 | Chicago Cubs                            | Nolan Arenado Christian Yelich    | 110    | [ 281 ] |
| 2019 | Anthony Rendon                | 126 | Washington Nationals                    | Freddie Freeman                   | 121    | [ 282 ] |

## Outras grandes ligas

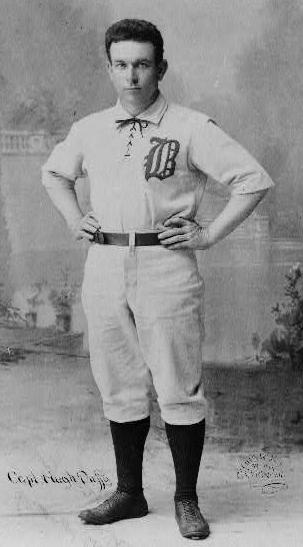
Hugh Duffy empatou pelo título de RBIs em 1891 pela American Association e perdeu o título em 1894 da National League por apenas duas RBIs.

| Ano  | Vencedor(es)             | RBI | Time(s)                  | Liga                 | Vice-campeão(ões) | 2º RBI | Ref     |
| ---- | ------------------------ | --- | ------------------------ | -------------------- | ----------------- | ------ | ------- |
| 1882 | Hick Carpenter           | 67  | Cincinnati Red Stockings | American Association | Pop Snyder        | 50     | [ 283 ] |
| 1883 | Charley Jones            | 80  | Cincinnati Red Stockings | American Association | John Reilly†      | 79     | [ 284 ] |
| 1884 | Dave Orr                 | 112 | New York Metropolitans   | American Association | John Reilly†      | 91     | [ 285 ] |
| 1885 | Frank Fennelly           | 89  | Cincinnati Red Stockings | American Association | Henry Larkin      | 88     | [ 286 ] |
| 1886 | Tip O'Neill              | 107 | St. Louis Browns         | American Association | Pop Corkhill      | 97     | [ 287 ] |
| 1887 | Tip O'Neill              | 123 | St. Louis Browns         | American Association | Pete Browning     | 118    | [ 288 ] |
| 1888 | John Reilly              | 103 | Cincinnati Red Stockings | American Association | Henry Larkin      | 101    | [ 289 ] |
| 1889 | Harry Stovey             | 119 | Philadelphia Athletics   | American Association | Dave Foutz        | 113    | [ 290 ] |
| 1890 | Spud Johnson             | 113 | Columbus Solons          | American Association | Chicken Wolf      | 98     | [ 291 ] |
| 1890 | Hardy Richardson         | 146 | Brooklyn Ward's Wonders  | Players' League      | Dave Orr          | 124    | [ 292 ] |
| 1891 | Duke Farrell Hugh Duffy† | 110 | Boston Reds              | American Association | Dan Brouthers†    | 109    | [ 293 ] |
| 1914 | Frank LaPorte            | 107 | Indianapolis Hoosiers    | Federal League       | Steve Evans       | 96     | [ 294 ] |
| 1915 | Dutch Zwilling           | 94  | Pittsburgh Rebels        | Federal League       | Ed Konetchy       | 93     | [ 295 ] |